# Lija Mangal (huyện)
Lija Mangal là một huyện thuộc tỉnh Paktia, Afghanistan. Dân số thời điểm năm 1999 là 23,523 người.